# SEMCORP Csoport
A SEMCORP Csoport (angolul: SEMCORP Group), hivatalos nevén Yunnan Energy New Material Co. Ltd. (kínaiul: 云南恩捷新材料股份有限公司), egy kínai székhelyű multinacionális vállalat, amely fejlett anyagok fejlesztésére és gyártására specializálódott. A SEMCORP Csoport a világ legnagyobb lítiumion-akkumulátor-elválasztófilm gyártója, valamint az LG Chem, a CATL, a BYD, és a Samsung SDI elektromos járműveiben használt akkumulátorok egyik fő beszállítója. További termékei között megtalálhatók nyomdai csomagok, csomagolódobozok, tekercses csomagolópapírok, elsőosztályú csomagolópapírok, biaxiálisan orientált polipropilén fóliák és egyéb kapcsolódó termékek. A SEMCORP Csoportot a Shenzeni (Sencseni) Értéktőzsdén jegyzik (bejegyzési szám: 002812. SZ).

## Történet
A SEMCORP Csoportot két testvér, Paul Xiaoming Lee és Tony Xiaohua Li alapította. Lee és Li az 1980-as évek végén, 1990-es évek elején az Egyesült Államokban tanult és dolgozott.. 1996-ban visszatértek Kínába, hogy elindítsák vállalkozásukat. Első vállalkozásuk cigarettacímkék és- dobozok gyártásával foglalkozott.
2019-ben a SEMCORP Csoport megelőzte az Asahi Kaseit, és a világ legnagyobb lítiumion-akkumulátor-elválasztófilm beszállítójává vált.
2019 novemberében a SEMCORP Csoport bejelentette, hogy licencszerződést kötött a Teijin Ltd.-vel, egy világvezető felülettechnológiai vállalattal a bevonatos szeparátorok gyártására vonatkozóan.
2020 novemberében a SEMCORP Csoport bejelentette első tengerentúli üzemét, amely lítiumion-akkumulátor-elválasztófilmet gyárt Debrecenben, Magyarországon.
2021 januárjában a SEMCORP Csoport bejelentette első nemzetközi társulását az egyesült államokbeli Polypore International vállalattal, amely száraz eljárással előállított elválasztó fóliát gyárt Kínában.
2021 augusztusában a SEMCORP Csoport és a kínai akkumulátorgyártó, az EVE bejelentették együttműködésüket, hogy lítiumion-akkumulátor-elválasztófilmet gyártsanak Kínában.